# لجنة الأمم المتحدة للتوفيق بشأن فلسطين
لجنة الأمم المتحدة للتوفيق بشأن فلسطين (UNCCP) هي لجنة أسست بموجب قرار الأمم المتحدة رقم 194 المؤرخ 11 ديسمبر 1948، من أجل التسوية السلمية للقضية الفلسطينية، تألفت اللجنة من فرنسا وتركيا والولايات المتحدة، أقيم مقرها الرسمي في القدس في 24 يناير 1949. تهدف اللجنة لتحقيق التوفيق بين الأطراف المعنية في الصراع الفلسطيني-الإسرائيلي، وتشجيع التفاوض بشأن قضايا التوفيق، وتقديم توصيات للأمين العام للأمم المتحدة.
اجتمعت اللجنة في الفترة من 12 إلى 25 فبراير 1949 بشكل منفصل مع الحكومتين الإسرائيلية والعربية، ومن 21 مارس في بيروت مع محمد نمر الهواري من المؤتمر العام للاجئين، ووفد اللاجئين العرب الفلسطينيين، وفي 7 أبريل التقت في تل أبيب رئيس الوزراء الإسرائيلي دافيد بن غوريون، ثم اقترحت اللجنة مؤتمر لوزان لعام 1949 وبعد فشل المؤتمر استمرت لجنة التوفيق لعدة سنوات أخرى لكنها لم تحقق أي نجاح يذكر.
تولت اللجنة مهام وسيط الأمم المتحدة الكونت فولك برنادوت، الذي اغتيل يوم الجمعة 17 سبتمبر 1948 على يد قتلة يهود من عصابة شتيرن،  وخلف لجنة التوفيق وسيط الأمم المتحدة المُغتال الكونت فولك برنادوت.

## التأسيس
أسست لجنة التوفيق مقرها ومكاتبها في 24 يناير 1949 في ما يسمى «دار الحكومة»، في منطقة محايدة منزوعة السلاح في القدس. وكان أعضاؤها الأوائل هم الفرنسي كلود دي بويسانج، والأمريكي مارك إف. إثريدج، والتركي حسين سي يالسين.
ناقشت اللجنة العامة المسائل العامة، وأنشأت اللجنة لجنة خاصة تُسمى «لجنة القدس» لإعداد مقترحات لنظام دولي دائم لأراضي القدس. بدأت في 8 فبراير 1949 بثلاثة أعضاء: فيليب بينويست (فرنسا)، والسيد ينيسي وسرعان ما حل محله أورهان إيرالب أورهان إيرالب (تركيا)، والسيد هالديمان وحل محله جيمس باركو (الولايات المتحدة).
في 23 أغسطس أنشأت اللجنة الفرعية «بعثة الأمم المتحدة للدراسات الاقتصادية في الشرق الأوسط» والتي تهدف إلى «فحص الوضع الاقتصادي في البلدان المتأثرة بالأعمال العدائية الأخيرة في فلسطين وتقديم توصيات للجنة». وصف التقرير الأولي للبعثة عن اللاجئين العرب بأنهم «رمز للقضية السياسية الأولى»، واستخدم أساليب واسعة لتخفيف ظروفهم. أصبحت بعثة الأمم المتحدة للدراسات الاقتصادية في الشرق الأوسط معروفة أيضًا باسم «بعثة كلاب»، نسبة إلى رئيسها، جوردون كلاب،  وصدر تقرير بعثة كلاب النهائي، مع المزيد من التفاصيل، في 28 ديسمبر 1949.

## تقارير اللجنة
| التاريخ    | الرقم        | العنوان                                                                   |
| ---------- | ------------ | ------------------------------------------------------------------------- |
| 15-03-1949 | A/819        | تقرير التقدم الأول                                                        |
| 19-04-1949 | A/838        | تقرير التقدم الثاني                                                       |
| 21-06-1949 | A/927        | التقرير المرحلي الثالث (مع بروتوكول لوزان)                                |
| 22-09-1949 | A/992        | التقرير المرحلي الرابع 9 يونيو إلى 15 سبتمبر 1949                         |
| 18-07-1949 | A/AC.25/W/17 | ملاحظة بشأن العملة والأعمال المصرفية في فلسطين وشرق الأردن                |
| 30-07-1949 | A/AC.25/W/19 | ورقة عمل - دراسة خلفية للمقترحات 1937-1949                                |
| 14-12-1949 | A/1252       | التقرير المرحلي الخامس من 16 سبتمبر إلى 9 ديسمبر 1949                     |
| 23-10-1950 | A/1367/Rev.1 | التقرير المرحلي العام والتقرير التكميلي 11 ديسمبر 1949 إلى 23 أكتوبر 1950 |
| 20-11-1951 | A/1985       | تقرير عن سير العمل من 23 يناير إلى 19 نوفمبر 1951                         |

## تقارير الوسيط السابق
| التاريخ        | الرقم       | العنوان |
| -------------- | ----------- | --- |
| 28 يونيو 1948  | S/863       | نص الاقتراحات التي قدمها وسيط الأمم المتحدة بشأن فلسطين للطرفين في 28 يونيو 1948. المقترحات الأولى                                                                      |
| 12 يوليو 1948  | S/888       | تقرير... لمجلس الأمن |
| 16 سبتمبر 1948 | S/1025      | تقرير... في تحفظ على الحقيقة في فلسطين 11 يونيو - 9 يوليو 1948 |
| 16 سبتمبر 1948 | A/648       | تقرير التقدم العام 14-05-1948 إلى 16-09-1948 (أرسل في اليوم السابق لوفاته!)                                                                                             |
| 18 أكتوبر 1948 | A/689       | تقرير مرحلي من الوسيط بالنيابة لفلسطين المقدم إلى الأمين العام لنقله إلى أعضاء الأمم المتحدة - (ملحق للوثيقة A / 648 (الجزء الثالث)). اللاجئون العرب (المقدمة أيضا هنا) |
| 19 أكتوبر 1948 | A/689/Add.1 | ملاحق A / 689. عدد اللاجئين الاحتياجات. لوازم |

## أنظر أيضا
- مؤتمر لوزان لعام 1949
- فولك برنادوت
- حرب 1948
- قائمة تقديرات تهجير اللاجئين الفلسطينيين وطردهم عام 1948
- هجرة اليهود من الدول العربية والإسلامية
- تهجير الفلسطينيين 1948
- حق العودة الفلسطيني
- قرار حق العودة للاجئين الفلسطينيين
- لجنة الأمم المتحدة لفلسطين

## قراءات مختارة
- أولييه، جان-إيف (1991). لجنة الأمم المتحدة للتوفيق بشأن فلسطين 1948 - 1951: حدود الرفض العربي. بيروت: مؤسسة الدراسات الفلسطينية. مؤرشف من الأصل في 2023-05-10. اطلع عليه بتاريخ 2023-05-10.
- رمبل، تيري (2000). لجنة الأمم المتحدة للتوفيق حول فلسطين (UNCCP): الحماية والحل الدائم لقضية اللاجئين الفلسطينيين. بيت لحم: مركز بديل.
- فيشباخ، مايكل (2013). سجلات السلب، أملاك اللاجئين الفلسطينيين والصراع العربي – الإسرائيلي: دراسة في الأرشيفات الرسميّة والمراجع الدولية. بيروت: مؤسسة الدراسات الفلسطينية. مؤرشف من الأصل في 2023-05-10. اطلع عليه بتاريخ 2023-05-10.
- الهيئة العربية العليا لفلسطين (1961). لجنة التوفيق الدولية: دراسة لأعمالها وأهدافها ومحاولاتها لتصفية القضية الفلسطينية. بيروت: الهيئة العربية العليا لفلسطين. مؤرشف من الأصل في 2023-05-11. اطلع عليه بتاريخ 2023-05-10.